# 陳真 (キャラクター)
陳 真（ちん しん、チェン・ジェン、チャン・ジャン）は、1972年公開の香港映画『ドラゴン怒りの鉄拳』でブルース・リーが演じた主人公。清朝末期、中国に実在した武術家である霍元甲の弟子の一人に同名の人物が存在したが、その名前を借用した上で、映画の脚本を担当した倪匡（ニー・クァン）によって創作された架空の人物である。
この一作でカンフー映画の普遍的なヒーローとなった陳真を登場人物に、その後多くの映画やテレビドラマが作られた。

## 人物
日本軍国主義の嵐が中国に吹き荒れる民国時代。精武門（上海精武体育会）を創立した霍元甲の弟子である陳真は、突然亡くなってしまった師の死の原因を探る。日本人の計略によって殺されたと分った師の仇を討つため、単身で日本道場である「虹口道場」に乗り込みその復讐を果たす。
精武門を閉鎖しない代わりに自首すると約束した陳真は、精武門で待ち構えていた列強軍や警官隊に対して決死の飛び蹴りを見せ、銃口から彼にむけて一斉に銃弾が放たれる。

## 創作されたキャラクター
師である霍元甲が実在する人物であるため、陳真も実在するものと誤解されやすいが、これは香港の小説家・脚本家の倪匡（ニー・クァン）が創作した人物である。陳真という名前については、倪匡が資料を調べていた際、訃報を伝える記事に弟子の一人の名として見つけたという。『ドラゴン怒りの鉄拳』制作当時、監督のロー・ウェイ（羅維）とブルース・リーは、霍元甲の精武精神を受け継ぐ作品を作ろうと考えた。そこで倪匡が霍元甲の弟子である劉振聲などをモデルに、オリジナルキャラクターとしてブルース・リーにあてて書いた。オリジナルでは霍元甲が死んだ直後から物語が始まっており、師は遺影でしか登場しない。
1981年には、香港で新たにテレビドラマ『大俠霍元甲』（原題）が制作され、ブルース・リーの映画では描かれなかった精武門で修行する陳真の姿が創作された。陳真役は、1970年代からカンフー俳優として活躍するブルース・リャンが演じた。このドラマは香港、中国大陸で大ヒットとなり、すぐさま続編の『陳真』（原題）が制作されたが、前作においてすでに死んでいたのを実は生きていたという設定に変えて続けられた。以来、ドラマでは前編で霍元甲を主人公として師の無念の最期までを描き、後編の主人公をその後の陳真にするという2部構成が確立された（霍元甲・チウ・マンチェク、陳真・ウー・ユエの2000年-2001年版や、霍元甲・イーキン・チェン、陳真・ジョーダン・チャンの2007年-2008年版など）。
また、ジェット・リー主演の映画『フィスト・オブ・レジェンド』（1994年）では日本の京都大学に留学している学生という役どころであるが、ドニー・イェン主演のテレビドラマ『精武門』（1995年）では農村育ちで文盲の青年であったりと、師が霍元甲であり敵が日本人という骨子以外は、性格、設定や登場人物、人間関係、その生死ですら作品によって違っている。ほかには後日譚を描いた作品もあり、その場合は陳真は死んでいないという前提で物語は始まる。
ドニー・イェンは子供のころからのブルース・リー・ファンであると公言し、この役を2度演じたが、2度目の『レジェンド・オブ・フィスト 怒りの鉄拳』（2010年公開）プレミアの際に外国人記者から「以前の映画と違いはあるのか」と質問が飛んだ。「アクションや設定スタイルに大きな違いがある」と答えた後、ドニー・イェンは「陳真のイメージはブルース・リーが形作った」と続け、自分は彼をリスペクトしているので、白い中山服やヌンチャク、“中国人不是東亜病夫（中国人はアジアの病人ではない）”という台詞は外せないと語った。
作品ごとに違う設定で登場しても、霍元甲の5番目の弟子という点は共通しており、彼のことを兄弟子たちは「五師弟（広東語で「ウシタイ」）」、弟弟子たちは「五師兄（広東語で「ウシヒン」）」と呼ぶ。中国語圏で注釈や前置きなしに漠然と「五師弟」といえば、イコール「陳真」を意味する言葉にもなる。

## 有名シーン
1972年のオリジナル『ドラゴン怒りの鉄拳』において、恩師・霍元甲の葬儀の場で「東亜病夫」と書かれた看板を手にした日本人が弟子や弔問客を侮辱する。そして師匠の死の真相を知った陳真が単身日本道場に乗り込み、怒りに震える拳で取り囲む大勢の日本人を叩きのめし看板を突き返すという場面があった。これはその後新たに作られた作品においても必ずというほど登場するシーンである。

## 陳真を演じた主な俳優
※全ての作品ではなく、制作された主なものとして
| 公開年 | 公開方式     | 作品名 原題                                             | 俳優 （陳真役）                |
| ------ | ------------ | ------------------------------------------------------- | ------------------------------ |
| 1972年 | 映画         | ドラゴン怒りの鉄拳 精武門                               | ブルース・リー（李小龍）       |
| 1976年 | 映画         | レッド・ドラゴン/新・怒りの鉄拳 新精武門                | ブルース・リー（李小龍）       |
| 1981年 | テレビドラマ | 大俠霍元甲                                              | ブルース・リャン（梁小龍）     |
| 1982年 | テレビドラマ | 陳真                                                    | ブルース・リャン               |
| 1994年 | 映画         | フィスト・オブ・レジェンド 怒りの鉄拳 精武英雄          | ジェット・リー（李連杰）       |
| 1995年 | テレビドラマ | 精武門                                                  | ドニー・イェン（甄子丹）       |
| 2000年 | テレビドラマ | 中華英雄伝 Chinese HERO 霍元甲                          | ウー・ユエ（呉樾）             |
| 2001年 | テレビドラマ | スピリット・オブ・ドラゴン 〜精武英雄 陳真 精武英雄陳真 | ウー・ユエ（呉樾）             |
| 2001年 | テレビドラマ | 陳真後傳                                                | ブルース・リャン（梁小龍）     |
| 2004年 | 映画         | 少年陳真                                                | シュー・シャオロン（徐小龍）   |
| 2007年 | テレビドラマ | 霍元甲                                                  | ジョーダン・チャン（陳小春）   |
| 2008年 | テレビドラマ | 精武陳真                                                | ジョーダン・チャン（陳小春）   |
| 2010年 | 映画         | レジェンド・オブ・フィスト 怒りの鉄拳 精武風雲·陳真     | ドニー・イェン（甄子丹）       |
| 2018年 | 映画         | カンフーリーグ 功夫聯盟                                 | チャン・クォックワン（陳國坤） |